# Sun Valley (Los Angeles)

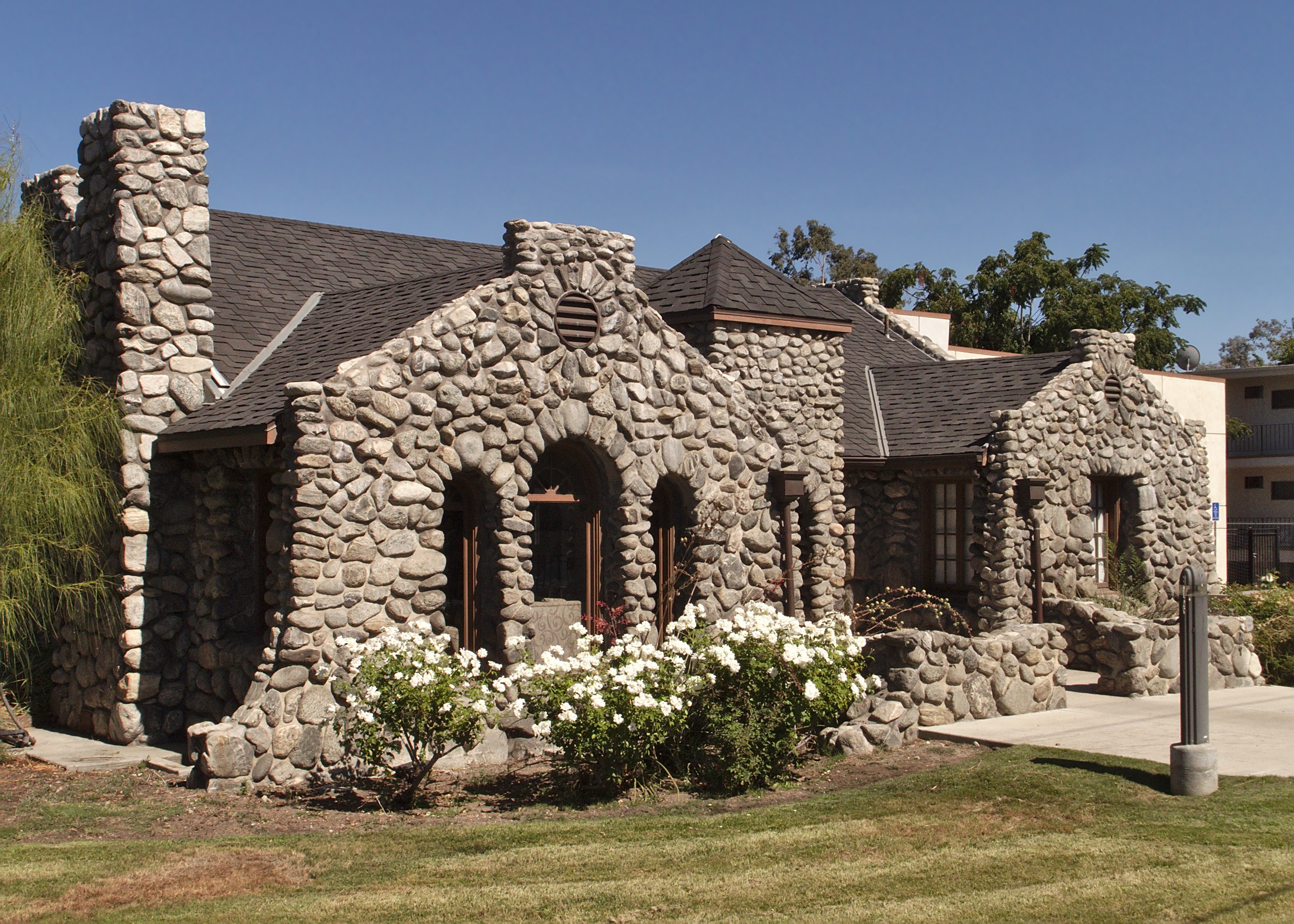
Steinhaus, gebaut im Jahre 1925

Sun Valley ist ein Stadtteil von Los Angeles im San Fernando Valley. Es gibt drei Erholungszentren dort. Der heutige Name von Sun Valley wurde 1950 gewählt.

## Lage
Sun Valley grenzt nordöstlich an Shadow Hills, südöstlich an Burbank, südlich an North Hollywood und Valley Glen, westlich an Panorama City und nordwestlich an Pacoima, Hansen Dam und Lake View Terrace an. Die Gemeinde liegt am Fuß der Verdugo Mountains, und es ist anfällig für Sturzfluten.

## Bevölkerung
Laut der US-Volkszählung lebten 2000 in Sun Valley 75.848 Personen. Die Planungskommission der Stadt Los Angeles schätzte 2008 die Einwohnerzahl auf 81.788 Personen. Die Einwohnerschaft wird heute überwiegend (69,7 %) von Latinos gestellt.

## Geschichte
Bis 1876 wurde die Southern Pacific Railroad im östlichen San Fernando Valley errichtet, es verband Süd- und Nordkalifornien. Einst hatte das Gebiet eine Gemischtwarenhandlung namens „Roberts“. Das heutige Sun Valley war nach diesem Geschäft als Roberts bekannt. Nach einem Raubüberfall wurde der Name 1896 zu Roscoe geändert. 1946 nahm Sun Valley den heutigen Namen an.

## Öffentliche Schulen
- John H. Francis Polytechnic High School, 12431 Roscoe Boulevard
- Sun Valley High School, 9171 Telfair Avenue
- Fernangeles Elementary School, 12001 Art Street
- Robert H. Lewis Continuation school, 12508 Wicks Street
- Richard E. Byrd Middle School, 8501 Arleta Avenue
- Arminta Street Elementary School, 11530 Strathern Street
- Strathern Street Elementary School, 7939 St. Clair Avenue
- Saticoy Elementary School, 7850 Ethel Avenue
- Glenwood Elementary School, 8001 Ledge Avenue
- Roscoe Elementary School, 10765 Strathern Street
- Vinedale Elementary School, 10150 La Tuna Canyon Rd
- Charles Leroy Lowman Special Education Center, 12827 Saticoy Street
- Camelia Avenue Elementary School, 7451 Camelia Avenue
- Sun Valley Magnet School, 7330 Bakman Avenue
- East Valley Skill Center (Adult School), 8601 Arleta Avenue[4]
- Fenton Leadership Academy, 8926 Sunland Boulevard, Sun Valley, California 91352 (K-2)
- Fenton STEM Academy, 8926 Sunland Boulevard, Sun Valley, California 91352 (3–5)

## Privatschulen
- The Master’s Seminary, 13248 Roscoe Blvd.
- St. Augustine Academy, 9000 Sunland Boulevard
- Grace Community, 13248 Roscoe Boulevard
- Messiah Lutheran School, Grundschule, 12020 Cantara Street
- Our Lady of the Holy Rosary, Grundschule, 7802 Vineland Avenue
- Village Christian School

Der United States Postal Service Sun Valley Post Office befindet sich am 10946 Ratner Street.
Die Los Angeles Public Library führt die Sun Valley Filiale.